# Voetbalkampioenschap van Rijnhessen-Saar 1924/25
In 1924/25 werd het zesde voetbalkampioenschap van Rijnhessen-Saar gespeeld, dat georganiseerd werd door de Zuid-Duitse voetbalbond. 
SV Wiesbaden werd kampioen en plaatste zich voor de Zuid-Duitse eindronde. In een groepsfase met vijf clubs werd Wiesbaden laatste. 
TSG 1847 Höchst nam de naam TSG 1901 Höchst aan, nadat de voetballers zelfstandig werden van de overkoepelende sportclub. 

## Bezirksliga
| Plaats | Club                     | Wed. | W | G | V  | Saldo | Ptn.  |
| ------ | ------------------------ | ---- | - | - | -- | ----- | ----- |
| 1.     | SV Wiesbaden 1899        | 14   | 7 | 4 | 3  | 17:13 | 18:10 |
| 2.     | FV 03 Saarbrücken        | 14   | 7 | 3 | 4  | 31:18 | 17:11 |
| 3.     | 1. FC 1907 Idar          | 14   | 6 | 5 | 3  | 25:17 | 17:11 |
| 4.     | VfR Wormatia 08 Worms    | 14   | 5 | 5 | 4  | 24:19 | 15:13 |
| 5.     | Borussia VfB Neunkirchen | 14   | 5 | 4 | 5  | 18:11 | 14:14 |
| 6.     | TSG 1901 Höchst          | 14   | 6 | 2 | 6  | 15:26 | 14:14 |
| 7.     | SC Saar 05 Saarbrücken   | 14   | 2 | 7 | 5  | 23:21 | 11:17 |
| 8.     | SV Trier 05              | 14   | 2 | 2 | 10 | 18:46 | 6:22  |

|  | Kampioen, geplaatst voor Zuid-Duitse eindronde |
|  | Degradatie                                     |